# Luftwaffenunterstützungskommando
Das Luftwaffenunterstützungskommando (LwUKdo) war eine Höhere Kommandobehörde in der Luftwaffenkaserne Wahn am Standort Köln. Es bestand von 1970 bis 2001.

## Geschichte
Am 1. Oktober 1970 wurde das Luftwaffenunterstützungskommando in der Luftwaffenkaserne Wahn aufgestellt. Der Vorgänger des LwUKdo war die „Inspektion Versorgung und Truppentechnik“ im Luftwaffenamt. Am 30. September 2001 wurde das LwUKdo aufgelöst und ab dem 1. Oktober 2001 mit dem Materialamt der Luftwaffe (MatALw) zum Luftwaffenmaterialkommando (LwMatKdo) vereinigt.

## Aufgabengebiete
- Das Führen der unterstellten Großverbände und Dienststellen
- Das Mitwirken bei der logistischen Planung und Vorbereitung der militärischen Einsätze
- Die Durchsetzung der von anderen Fachkommandos der Luftwaffe erlassenen Anweisungen im unterstellten Bereich
- Sicherstellung aller logistischen Unterstützungsaufgaben für die Luftwaffe (Transport von Personal und Material)
- Planung und Durchführung der technisch-logistischen Ausbildung für die gesamte Luftwaffe sowie die Heeres- und Marineflieger
- Entwickeln und Betreiben von logistischen Verfahren
- Logistische Unterstützung anderer Teilstreitkräfte
- Inspizierung aller Verbände und Dienststellen der Luftwaffe sowie bestimmter Verbände der Marineflieger auf dem Gebiet der Materialerhaltung und -verwaltung
- Mitarbeit im Entwicklungs- und Beschaffungsgang für neue Waffensysteme und Geräte
- Planung, Steuerung, Kontrolle und Bewirtschaftung der Haushaltsmittel für die Materialerhaltung[1]

## Hierarchie
Als Höhere Kommandobehörde wurde das Luftwaffenunterstützungskommando (LwUKdo) truppendienstlich dem Inspekteur der Luftwaffe (InspL) und für den Einsatz dem Bundesminister der Verteidigung (BMVg) direkt unterstellt.
Das LwUKdo bestand zur Unterstützung und materieller Versorgung der fliegenden Verbände aus:
- Dem Materialamt der Luftwaffe (MatALw) in Köln
- Der Luftwaffenunterstützungsgruppe Nord (LwUGrpN) in Münster (NRW) mit den nachgeordneten Verbänden:
  - Luftwaffenversorgungsregiment 2 (LwVersRgt2) in Diepholz
  - Luftwaffenversorgungsregiment 5 (LwVersRgt5) in Neubrandenburg
  - Luftwaffenversorgungsregiment 6 (LwVersRgt6) in Oldenburg
  - Luftwaffenversorgungsregiment 7 (LwVersRgt7) in Husum
  - Luftwaffenversorgungsregiment 8 (LwVersRgt8) in Mechernich
  - Luftwaffenfernmelderegiment 11 (LwFmRgt11) in Osnabrück
  - Logistisches Lage- und Materialkontrollzentrum der Luftwaffe Nord (MKZlwN) in Diepholz
  - Technische Schule der Luftwaffe 3 (TSLw3) in Faßberg
  - Luftwaffenpionierlehrkompanie 2 (LwPiLehrKp2) in Diepholz
  - Luftwaffenmusikkorps 3 (LwMusKorps3) in Münster (NRW)
  - Luftwaffenmusikkorps 4 (LwMusKorps4) in Hamburg
- Der Luftwaffenunterstützungsgruppe Süd (LwUGrpS) in Karlsruhe mit den nachgeordneten Verbänden:
  - Luftwaffenversorgungsregiment 1 (LwVersRgt1) in Erding
  - Luftwaffenversorgungsregiment 3 (LwVersRgt3) in Landsberg am Lech
  - Luftwaffenversorgungsregiment 4 (LwVersRgt4) in Trier
  - Luftwaffenfernmelderegiment 12 (LwFmRgt12) in Neureut (Karlsruhe)
  - Luftwaffenpionierlehrkompanie 1 (LwPiLehrKp1) in Fürstenfeldbruck
  - Logistisches Lage- und Materialkontrollzentrum der Luftwaffe Süd (MKZlwS) in Erding
  - Technische Schule der Luftwaffe 1 (TSLw1) in Kaufbeuren
  - Nachschubschule der Luftwaffe, Erding
  - Luftwaffenmusikkorps 1 (LwMusKorps1) in Neubiberg
  - Luftwaffenmusikkorps 2 (LwMusKorps2) in Karlsruhe

## Führung

### Kommandierender General
| Nr. | Name                               | Beginn der Berufung | Ende der Berufung  |
| --- | ---------------------------------- | ------------------- | ------------------ |
| 10  | Generalmajor Ulf von Krause        | 1. April 2000       | 31. März 2001      |
| 9   | Generalmajor Karl-Heinz Richter    | 1. April 1997       | 31. März 2000      |
| 8   | Generalmajor Andries Schlieper     | 18. Januar 1994     | 31. März 1997      |
| 7   | Generalleutnant Peter Klatte       | 1. Oktober 1991     | 31. Dezember 1993  |
| 6   | Generalleutnant Günter Hertel      | 1. April 1986       | 30. September 1991 |
| 5   | Generalleutnant Claus Thierschmann | 1. April 1981       | 31. März 1986      |
| 4   | Generalleutnant Wolfgang Meißner   | 1. Oktober 1978     | 31. März 1981      |
| 3   | Generalleutnant Friedrich Obleser  | 1. Oktober 1977     | 30. September 1978 |
| 2   | Generalleutnant Paul Haeffner      | 1. Oktober 1974     | 30. September 1977 |
| 1   | Generalleutnant Hellmuth Hauser    | 11. Oktober 1970    | 30. September 1974 |

### Chef des Stabes
| Nr. | Name                                   | Beginn der Berufung | Ende der Berufung  |
| --- | -------------------------------------- | ------------------- | ------------------ |
| 14  | Oberst i. G. Clemens Brinkmann         | 1999                | 30. September 2001 |
| 13  | Oberst i. G. Klaus Knepper             | 1995                | 1999               |
| 12  | Oberst i. G. Eckehard Kügler           | 1. Oktober 1993     | 1995               |
| 11  | Oberst i. G. Wolfgang Döring           | Oktober 1992        | 30. September 1993 |
| 10  | Oberst i. G. Wolff-Dietrich von Roeder | Oktober 1987        | September 1992     |
| 9   | Oberst i. G. Dr. Josef Wissing         | April 1985          | September 1987     |
| 8   | Oberst i. G. Manfred Opel              | Juli 1983           | März 1985          |
| 7   | Oberst i. G. Detlef Wibel              | April 1981          | Juni 1983          |
| 6   | Oberst i. G. Wolfgang Jaenisch         | Oktober 1977        | März 1981          |
| 5   | Oberst i. G. Diether Rekittke          | April 1977          | September 1977     |
| 4   | Oberst i. G. Gerhard Kruse             | Oktober 1974        | März 1977          |
| 3   | Oberst i. G. Rainer Paschke            | April 1974          | September 1974     |
| 2   | Oberst i. G. Hermann Schmidt           | Oktober 1970        | März 1974          |
| 1   | Oberst i. G. NN                        | 11. Oktober 1970    | 30. September 1974 |